# Koechlinita
La koechlinita és un mineral de la classe dels òxids, que pertany i dona nom al grup de la koechlinita. Rep el nom en honor de Rudolf Ignatz Koechlin (1862-1939), mineralogista austríac i comissari de la col·lecció de minerals del Museu d'Història Natural de Viena (antic Hof-Museum), Viena, Àustria.

## Característiques
La koechlinita és un òxid de fórmula química Bi₂MoO₆. Cristal·litza en el sistema ortoròmbic. És el molibdat anàleg de la russel·lita.
Segons la classificació de Nickel-Strunz, la koechlinita pertany a «04.De: Òxids i hidròxids amb proporció Metall:Oxigen = 1:2 i similars amb cations de mida mitjana; amb diversos poliedres» juntament amb els següents minerals: downeyita, koragoïta, russel·lita, tungstibita, tel·lurita, paratel·lurita, bismutotantalita, bismutocolumbita, cervantita, estibiotantalita, estibiocolumbita, clinocervantita i baddeleyita.

## Formació i jaciments
És un mineral secundari rar que es produeix a les zones d'oxidació dels dipòsits de bismut i molibdè. Va ser descoberta a la mina Daniel, a la localitat de Neustädtel, a Erzgebirge (Saxònia, Alemanya). També ha estat descrita en altres indrets d'Alemanya, així com a Itàlia, Espanya, Anglaterra, la República Txeca, el Kazakhstan, la República Popular de la Xina, el Japó, Austràlia, Sud-àfrica, Mèxic i els Estats Units.

## Grup de la koechlinita
Aquesta espècie dona nom al grup de la koechlinita, un grup de minerals format per tres òxids: la koechlinita (Bi₂MoO₆), la russel·lita (Bi₂WO₆) i la tungstibita (Sb3+₂WO₆). Cap d'aquestes tres espècies ha estat descrita als territoris de parla catalana.